# Kendari
Kendari est une ville d'Indonésie dans le sud-est de l'île de Célèbes. C'est la capitale de la province de Sulawesi du Sud-Est. Elle a le statut de kota.
La ville est située sur la côte orientale de la péninsule sud-est de Célèbes, ce qui rend le transport par ferry ou bateau souvent plus rapide que par route. La ville est également desservie par un aéroport, Wolter Monginsidi.

## Histoire
L'essor du site de Kendari est lié à l'activité des marins et commerçants bajau et bugis dans les golfes de Kendari et de Tolo. Le site était connu sous le nom de "Kampung Bajo" ("village des Bajau"). Ce commerce, qui est attesté dès le XVIIIe siècle, reflétait le dynamisme des principautés bugis de Bone et Luwu. Kendari jouait le rôle d'entrepôt pour les produits en provenance de l'intérieur. Ceux-ci était ensuite expédiés vers Makassar et de là, vers l'ouest de l'archipel indonésien et Singapour.
En 1831, un Hollandais, Vosmaer débarque dans la région. Il établit une loge (comptoir commercial) dans le nord du golfe. Il fait construire une nouvelle résidence pour le prince Tebau, pour remplacer celle de Lepo-lepo. On considère que c'est la fondation de la ville de Kendari. Les Hollandais appelaient le golfe de Kendari, Vosmaer’s Baai.
À la mort de Lakidende, le mokole (prince) de Konawe, son suzerain, Tebau s'estime affranchi de Konawe. En 1858 un autre prince, Lamanggu, signe un accord avec A. A. Devries, qui représente le gouverneur général des Indes néerlandaises pour la création d'une "principauté de Laiwoi".
En 1906, le port de Kendari est ouvert aux navires hollandais. Des commerçants chinois s'y établissent. Les relations avec l'arrière-pays se développent. Le prince de Kendari reçoit finalement des Hollandais le titre de Raja Van Laiwoi.
À l'époque coloniale, Kendari était le chef-lieu de l' onderafdeling (sous-district) de Laiwoi, qui avait une superficie de 31 420 km². Avec la formation en 1964 de la province de Sulawesi du Sud-Est, Kendari est élevée au rang de capitale provinciale. En 1978, Kendari reçoit le statut de ville administrative.

## Transport
La ville est desservie par l'aéroport Haluoleo.

## Santé
Cette ville a retenu l'attention des médias en août 2006, à la suite d'une épidémie de grippe aviaire (touchant à la fois des volailles et des hommes), dont le fils d'un chauffeur de taxi, alors que la grippe aviaire en Indonésie préoccupait les épidémiologistes en raison d'une endémie du virus et de l'apparition d'un nouveau variant du IA H5N1 HP.